# Võ Văn Trác
Võ Văn Trác (1935 - 2016) là nhà khoa học, Đảng viên Đảng Cộng sản Việt Nam, Thứ trưởng Bộ Thủy sản, Thứ trưởng Bộ Nông nghiệp và Phát triển Nông thôn.
Ông sinh ngày 10/8/1935. Quê quán: Phường Hương Long, TP. Huế, tỉnh Thừa Thiên Huế. Anh trai ông là nhà ngoại giao Võ Văn Sung. Ông là chú ruột của Thượng tướng Võ Văn Tuấn.
Thường trú tại nhà số 11 ngõ 45 đường Nguyên Hồng, phường Nam Thành Công, quận Đống Đa, thành phố Hà Nội.
Đảng viên Đảng Cộng sản Việt Nam. Phó giáo sư, Tiến sĩ chuyên ngành Thủy sản.
Ông từng giữ chức vụ Thứ trưởng Bộ Thủy sản, Thứ trưởng thường trực Bộ Nông nghiệp và Phát triển Nông thôn, Chủ tịch Hội đồng quản trị Tổng công ty Thủy sản Việt Nam - Bộ Thủy sản.
Sau khi nghỉ hưu ông làm Phó Chủ tịch Hội Làm vườn Việt nam khóa V (2010-2014), Phó Chủ tịch Hội nghề cá Việt Nam.

## Khen thưởng
Huân chương Độc lập hạng Nhì, Huân chương Kháng chiến chống Mỹ cứu nước hạng Hai, Huân chương Lao động hạng Nhì, Huy hiệu 50 năm tuổi Đảng, Huy hiệu Hồ Chủ tịch tặng năm 1959. Huy chương Vì sự phát triển nghề cá.